# Košarkarski Klub Union Olimpija
Košarkarski Klub Union Olimpija (em português:  Olimpija Basquetebol Clube), comumente referido como KK Olimpija ou simplesmente Olimpija, foi um clube profissional de basquetebol baseado em Liubliana, Eslovênia. A equipe disputou a Liga Eslovena e a Liga Adriática.

## História
Olimpija Basquete Clube foi fundado em 1946 como uma seção do Sociedade Fisiculturista Svoboda. O primeiro jogo de basquetebol foi disputado no mesmo ano contra Udarnik e Olimpija saiu por cima, com o placar de 37-14. No final de 1946, o clube foi rebatizado Enotnost e era conhecido por esse nome até 1954, quando assumiu o nome AŠK Olimpia.
O clube foi chamado pelo seu nome atual desde 1997. O Union Olimpija ganhou seu primeiro título da Liga Iugoslava em 1957, sob a direção do treinador/jogador Boris Kristančić. Em uma das melhores ligas emergentes do mundo, Olimpija passou a dominar os próximos 15 anos, ganhando o título iugoslavo mais cinco vezes, em 1959, 1961, 1962, 1966 e 1970. Uma nova era para o clube começou com a independência da Eslovênia, quando Olimpija ganhou oito títulos consecutivos da liga, entre 1992 e 1999.
No cenário internacional, a temporada 1993-94 foi a melhora para o  clube quando eles ganharam a Copa Saporta contra o espanhol Taugrés sob a direção do treinador Zmago Sagadin. Na temporada 2001-02, conquistaram a "Pequena tríplice Coroa", vencendo a Liga Eslovena, Copa da Eslovênia e a Liga Adriática.

## Nome através da história
O clube foi criado em 1946 com o departamento de basquete do maior clube desportivo Svoboda. Mais tarde mudou os nomes de algumas vezes, a partir KK Enotnost (Unidade, 1947-54) para AŠK Olimpija (Akademski Športni Klub Olimpija, 1955-76), KK Brest Olimpija (1976-78), KK Iskra Olimpija (1978-82), KK ZZI Olimpija (1982-83), KK Smelt Olimpija (1983-96), e, finalmente, a KK Union Olimpija (1997–presente). Os últimos cinco nomes da equipe, todos incluídos os nomes dos principais patrocinadores da equipe.

## Arenas
O time jogou no Tabor Ginásio primeiro e, em seguida, mudou-se para a capacidade de 5.600 Tivoli Hall , em 1965. O clube, em seguida, se mudou para sua nova arena, Arena Stožice, com uma capacidade de 12,480 em 2010.

## Jogadores

### Mudanças no elenco na temporada 2015–16

#### chegando
- Vlatko Čančar (voltando de empréstimo do  LTH Castings)
- Blaž Mesiček (voltando de empréstimo do  LTH Castings)
- Miha Lapornik (vindo do  Zlatorog Laško)
- Mitja Nikolić (vindo do  USK Praha)
- Saša Zagorac (vindo do  Zlatorog Laško)
- Ronalds Zaķis (vindo do  VEF Rīga)
- Sava Lešić (vindo do  Yenisey Krasnoyarsk)
- Zackary Wright (vindo do  İstanbul BB)
- Dawan Robinson (vindo do  Auxilium CUS Torino)
- Nikola Pavličević (vindo do  KK Sutjeska)

#### Saindo
- Jaka Brodnik (para o  BC Dzūkija)
- Goran Jagodnik (para o  Ilirija)
- Halil Kanacević (para o  CAI Zaragoza)
- Marko Marinović (para o  Steaua București)
- Dino Murić
- Hristo Nikolov (para o  BC Levski Sofia)
- Klemen Prepelič (para o  EWE Baskets Oldenburg)
- Alen Omić (to  Gran Canaria)
- Zackary Wright (para o  Avtodor Saratov)

#### Por empréstimo
- Paolo Marinelli (para  Kvarner, de 2010)
- Grega Sajevic (  LTH Castings)
- Vlatko Čančar (  LTH Castings)
- Žiga Habat (  LTH Castings)

## Notáveis jogadores
| - Aron Baynes - Edin Bavčić - Jasmin Hukić - Aleksej Nešović - Aleksandar Radojević - Ratko Varda - Zack Wright - Vassil Evtimov - Marino Baždarić - Emilio Kovačić - Damir Markota - Sandro Nicević - Damjan Rudež - Luka Žorić - Jiří Welsch - Teemu Rannikko - Sasu Salin - Vladimir Boisa - Manuchar Markoishvili - Giorgi Shermadini - Vladimir Stepania - Yotam Halperin - Gregor Fučka | - Dāvis Bertāns - Roberts Štelmahers - Deividas Gailius - Šarūnas Jasikevičius - Mindaugas Žukauskas - Dušan Bocevski - Vlado Ilievski - Soumaila Samake - Vladimir Dašić - Vladimir Golubović - Goran Jeretin - Suad Šehović - Remon van de Hare - Aloysius Anagonye - Tunji Awojobi - Olumide Oyedeji - Szymon Szewczyk - Andrés Rodríguez - Sani Bečirović - Mirza Begić - Jaka Blažič - Primož Brezec - Jaka Daneu | - Goran Dragić - Jurica Golemac - Boris Gorenc - Dušan Hauptman - Goran Jagodnik - Nebojša Joksimović - Goran Jurak - Ivica Jurković - Jaka Klobučar - Slavko Kotnik - Marijan Kraljević - Domen Lorbek - Erazem Lorbek - Ariel McDonald - Marko Milič - Stipe Modrić - Boštjan Nachbar - Radoslav Nesterović - Alen Omić - Sašo Ožbolt - Klemen Prepelič - Hasan Rizvić - Uroš Slokar | - Marko Tušek - Beno Udrih - Samo Udrih - Gašper Vidmar - Miha Zupan - Vitaly Nosov - Nemanja Aleksandrov - Marko Marinović - Ender Arslan - Danny Green - Jimmy Oliver - Marque Perry - Deon Thompson - Borut Bassin - Krešimir Ćosić - Radisav Ćurčić - Ivo Daneu - Vinko Jelovac - Pavle Polanec - Slobodan Subotić - Peter Vilfan - Jure Zdovc - Aljoša Žorga |

## Olimpija equipa de juniores
Olimpija também tem uma segunda equipe, composta, principalmente, de suas sub-18 jogadores do time e alguns jogadores experientes, a equipe participa da Euroliga de Basquete Próxima Geração do Torneio e o Esloveno Segunda Liga de Basquete com o objetivo de dar tempo de jogo e experiência para jovens jogadores.

## Conquistas e realizações

### Competições nacionais
Liga Eslovena
- Vencedores (15): 1991-92, 1992-93, 1993-94, 1994-95, 1995-96, 1996-97, 1997-98, 1998-99, 2000-01, 2001-02, 2003-04, 2004-05, 2005-06, 2007-08, 2008-09
- Vice-campeão (7): 2002-03, 2006-07, 2009-10, 2010-11, 2011-12, de 2012-13, 2013-14

Copa da Eslovênia
- Os vencedores (19): 1992, 1993, 1994, 1995, 1997, 1998, 1999, 2000, 2001, 2002, 2003, 2005, 2006, 2008, 2009, 2010, 2011, 2012, 2013
- Vice-campeão (3): 2004, 2007, 2014

Supercopa Eslovena
- Os vencedores (7): 2003, 2004, 2005, 2007, 2008, 2009, 2013
- Vice-campeão (4): 2010, 2011, 2012, 2014

### Competições nacionais extintas
Liga Jugoslava
- Vencedores (6): 1957, 1959, 1961, 1962, 1966, 1969-70
- Vice-campeão (8): 1953, 1956, 1958, 1960, 1965, 1967, 1967-68, 1968-69

Copa da Iugoslávia
- Vice-campeão (5): 1960, 1968-69, 1970-71, 1981-82, 1986-87

Segunda Divisão da Iugoslávia (1. B)
- Vencedores (2): 1984-85, 1986-87

### Competições europeias
FIBA na Taça dos Campeões Europeus / liga europeia
- Quartas de Finais (2): 1967, 1997

FIBA Copa Saporta
- Vencedores (1): 1993-94

### Competições regionais
Liga Adriática
- Vencedores (1): 2001-02
- Vice-campeão (1): 2010-11

Liga Centro-Europeia
- Vencedores (2): 1993, 1994

## A estrada para o Vitória Continental
1993-94 FIBA Copa Europeia
| Fase              | Time                     | em Casa | Fora   |
| ----------------- | ------------------------ | ------- | ------ |
| 3rd round         | Bye                      | Bye     | Bye    |
| Quartas de finals | Rabotnički               | 89–77   | 80–66  |
| Quartas de finals | Tofaş                    | 87–78   | 103–90 |
| Quartas de finals | Taugrés                  | 86–73   | 63–67  |
| Quartas de finals | Fidefinanz Bellinzona    | 77–62   | 53–50  |
| Quartas de finals | Croatia Osiguranje Split | 68–76   | 84–79  |
| Semifinais        | Sato Aris                | 84–78   | 79–83  |
| Semifinais        | Sato Aris                | 74–61   | 79–83  |
| Final             | Taugrés                  | 91–81   | 91–81  |

## Temporada por Temporada
| Temporada | Nível | Liga Doméstica    | Posição       | Copa Doméstica | Supercopa | Liga Adriática | Europa            | Resultado                      |
| --------- | ----- | ----------------- | ------------- | -------------- | --------- | -------------- | ----------------- | ------------------------------ |
| 1991–92   | 1     | 1. A SKL          | Campeão       | Campeão        | —         | —              | —                 | —                              |
| 1992–93   | 1     | 1. A SKL          | Campeão       | Campeão        | —         | —              | Euroliga, Saporta | Segunda fase, Quartas de Final |
| 1993–94   | 1     | 1. A SKL          | Campeão       | Campeão        | —         | —              | Euroliga, Saporta | Segunda fase, Campeão          |
| 1994–95   | 1     | 1. A SKL          | Campeão       | Campeão        | —         | —              | Euroliga          | Fase de Grupos                 |
| 1995–96   | 1     | 1. A SKL          | Campeão       | N/A            | —         | —              | Euroliga          | Ronda dos 32                   |
| 1996–97   | 1     | 1. A SKL          | Campeão       | Campeão        | —         | —              | Euroliga          | Terceiro Lugar                 |
| 1997–98   | 1     | 1. A SKL          | Campeão       | Campeão        | —         | —              | Euroliga          | Oitavas de Final               |
| 1998–99   | 1     | Liga Kolinska     | Campeão       | Campeão        | —         | —              | Euroliga          | Oitavas de Final               |
| 1999–00   | 1     | Liga Kolinska     | Semifinals    | Campeão        | —         | —              | Euroliga          | Quarterfinals                  |
| 2000–01   | 1     | Liga Kolinska     | Campeão       | Campeão        | —         | —              | Euroliga          | Quarterfinals                  |
| 2001–02   | 1     | HYPO Liga         | Campeão       | Campeão        | —         | Campeão        | Euroliga          | Top 16                         |
| 2002–03   | 1     | 1. A SKL          | Finalista     | Campeão        | —         | Semifinal      | Euroliga          | Top 16                         |
| 2003–04   | 1     | 1. A SKL          | Campeão       | Finalista      | Campeão   | Semifinal      | Euroliga          | Top 16                         |
| 2004–05   | 1     | 1. A SKL          | Campeão       | Campeão        | Campeão   | Quarterfinals  | Euroliga          | Regular season                 |
| 2005–06   | 1     | 1. A SKL          | Campeão       | Campeão        | Campeão   | 10.            | Euroliga          | Regular season                 |
| 2006–07   | 1     | Liga UPC Telemach | Finalista     | Finalista      | —         | 9.             | Euroliga          | Regular season                 |
| 2007–08   | 1     | Liga UPC Telemach | Campeão       | Campeão        | Campeão   | Semifinal      | Euroliga          | Regular season                 |
| 2008–09   | 1     | Liga UPC Telemach | Campeão       | Campeão        | Campeão   | 9.             | Euroliga          | Regular season                 |
| 2009–10   | 1     | Telemach League   | Finalista     | Campeão        | Campeão   | Semifinal      | Euroliga          | Regular season                 |
| 2010–11   | 1     | Telemach League   | Finalista     | Campeão        | Finalista | Finalista      | Euroliga          | Top 16                         |
| 2011–12   | 1     | Telemach League   | Finalista     | Campeão        | Finalista | 6.             | Euroliga          | Regular season                 |
| 2012–13   | 1     | Telemach League   | Finalista     | Campeão        | Finalista | 8.             | Euroliga          | Regular season                 |
| 2013–14   | 1     | Telemach League   | Finalista     | Finalista      | Campeão   | 10.            | Eurocup           | Last 32                        |
| 2014–15   | 1     | Telemach League   | Quarterfinals | Semifinal      | Finalista | 5.             | Eurocup           | Last 32                        |
| 2015–16   | 1     | Liga Nova KBM     | Semifinal     | Quarterfinals  | —         | 7.             | Eurocup           | Last 32                        |

## Treinadores
- Boris Kristančič
- Zmago Sagadin (1985-1995, 1996-2002, 2005-2006)
- Tomo Mahorič (2002-2003, De 2006)
- Sašo Filipovski (2003-2005, 2011-2013)
- Memi Bečirović (2007-2008, 2015)
- Aleksandar Džikić (2008)
- Jure Zdovc (2008-2011)
- Aleš Pipan (2013-2015)